# Pinon (Aisne)
Pour les articles homonymes, voir Pinon.
Pinon est une commune française située dans le département de l'Aisne, en région Hauts-de-France.

## Géographie
Située sur le versant sud de la Vallée de l'Ailette, dans le Laonnois, à 15 km au sud-ouest de Laon, Pinon se trouve aux confins du Chemin des Dames, au nord de Laffaux. La commune s'étend sur 948 hectares dont la plus grande partie est composée de forêts, sur une hauteur variant entre 54 m et 158 m.
L'agglomération est bordée sur sa rive gauche par la rivière non navigable de L'Ailette, affluent de l'Oise et elle est séparée de sa voisine, Anizy-le-Château par le canal de l'Oise à l'Aisne. La dénivellation des eaux du canal est de 10 mètres, sur une longueur de 48 km. Elle est régulée par 13 écluses, dont l'écluse no 6 est située sur le territoire de Pinon.
Situé dans la plaine, le bourg est dominé par un plateau par lequel on parvient jusqu'au village d'Allemant en traversant une forêt de feuillus.
Le territoire de la commune est limitrophe de neuf communes.  
| Anizy-le-Grand (Cne deléguée d'Anizy-le-Château) | Anizy-le-Grand (Cne deléguée de Lizy) | Merlieux-et-Fouquerolles |
| Vauxaillon                                       | Pinon (Aisne)                         | Vaudesson                |
|                                                  | Allemant                              |                          |

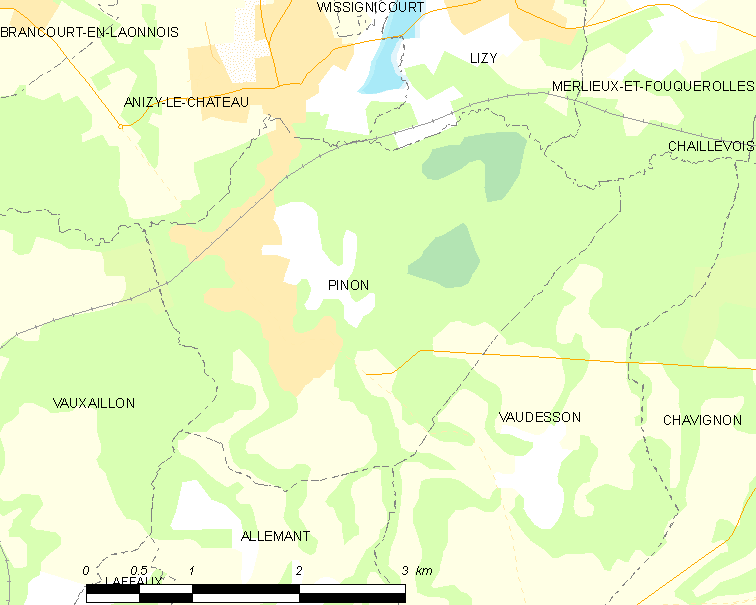
Carte de la commune.
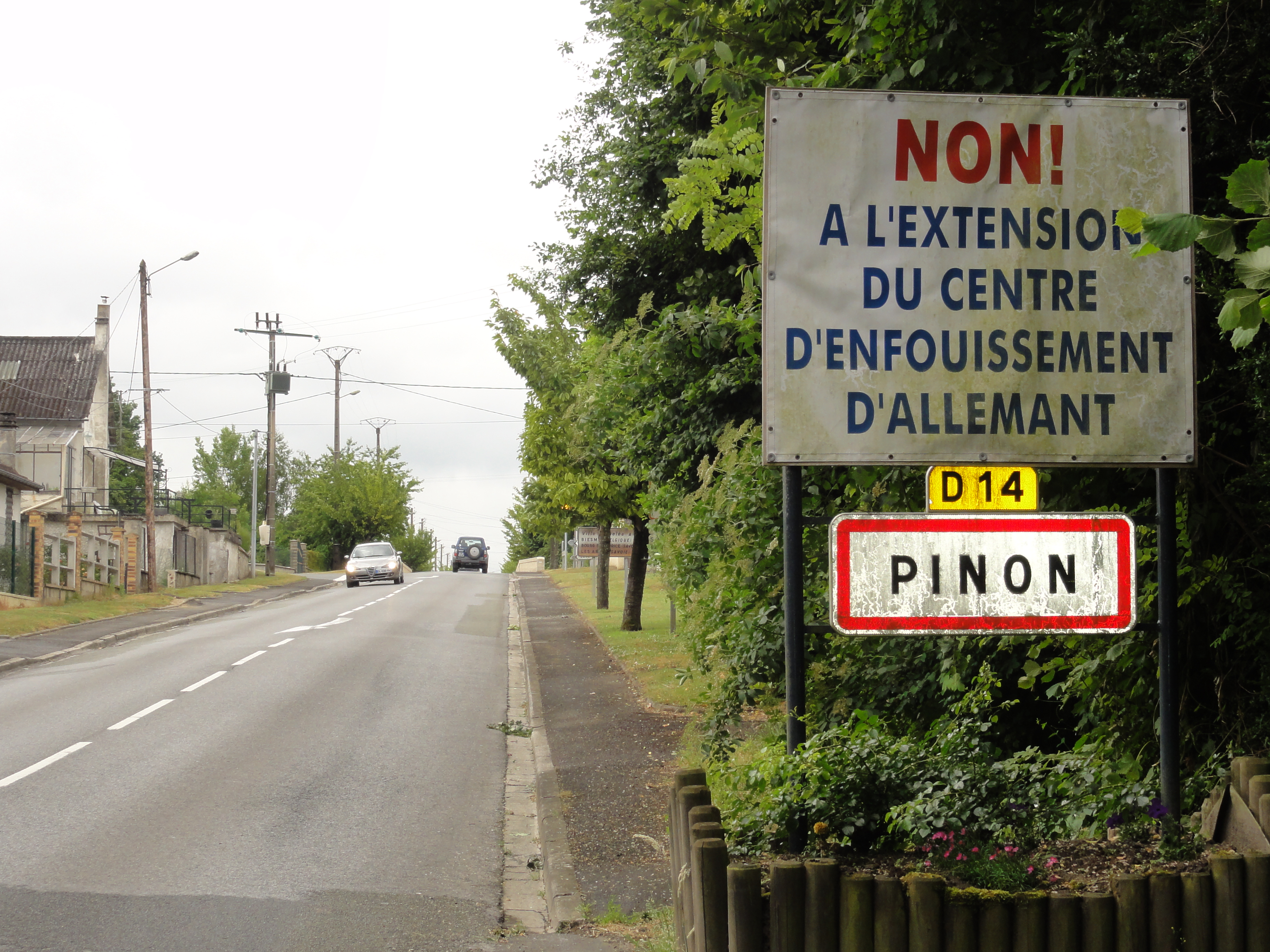
Entrée de Pinon.
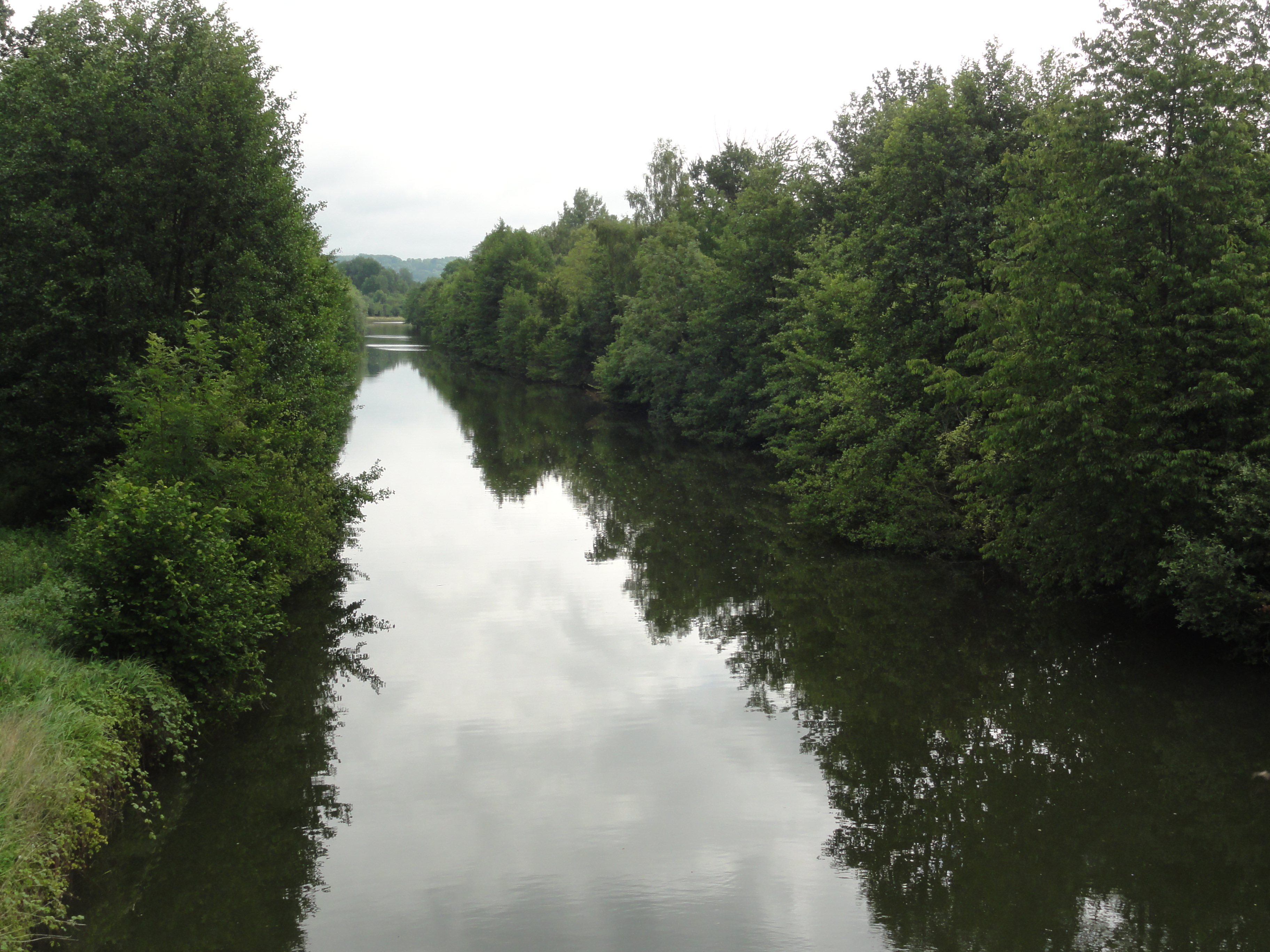
Canal de l'Oise à l'Aisne à Pinon.

Le cœur d'agglomération de chaque commune voisine est séparé de Pinon de : 1,74 km pour Anizy-le-Château - 3,22 km pour Allemant - 3,28 km pour Vauxaillon - 3,46 km pour Vaudesson - 3, 55 km pour Brancourt-en-Laonnois - 6,70 km pour Laffaux.
Distance entre Pinon et Laon : 23 km - Soissons : 23 km - Tergnier : 31 km - Villers-Cotterêts : 43 km - Saint-Quentin: 53 km - Chateau-Thierry : 58 km - Crépy-en-Valois : 58 km - Vervins : 61 km - Reims : 59 km - Paris : 120 km.
Pinon est desservie par le chemin de fer, sur la ligne de Paris-Laon. La gare d'Anizy - Pinon est située sur le territoire de Pinon. La ligne est régulièrement fréquentée par les travailleurs à destination de l'ensemble des stations, jusqu'à Laon et Paris.
Pinon comportait 471 maisons d'habitation en 1968. Ce nombre est passé à 734 en 2007 pour une population d'environ 1 800 résidents permanents, dont environ 400 scolarisés.

### Hydrographie
La commune est située dans le bassin Seine-Normandie. Elle est drainée par le canal de l'Oise à l'Aisne, l'Ailette, la rigole d'alimentation de l'Ailette, le canal de l'Oise à l'Aisne, le cours d'eau 02 de la commune de Pinon, le cours d'eau 01 de la Forêt de Pinon, le cours d'eau 01 du Pont de Pierre, le cours d'eau 02 de la Forêt de Pinon, le fossé 01 de la commune de Pinon, le fossé 02 de la commune de l'Allemant et le fossé de la commune de Vaudesson,,.
Le canal de l'Oise à l'Aisne est un canal à bief de partage au gabarit Freycinet reliant les vallées de l'Oise et de l'Aisne. Il relie les communes d'Abbécourt et de Bourg-et-Comin en passant sous le tristement célèbre « Chemin des Dames ».
L'Ailette, d'une longueur de 59 km, prend sa source dans la commune de Sainte-Croix et se jette  dans l'Oise (rive gauche) à Quierzy, après avoir traversé 36 communes. Les caractéristiques hydrologiques de l'Ailette sont données par la station hydrologique située sur la commune d'Urcel. Le débit moyen mensuel est de 0,376 m3/s. Le débit moyen journalier maximum est de 6,04 m3/s, atteint lors de la crue du 15 octobre 1987. Le débit instantané maximal est quant à lui de 6,85 m3/s, atteint le même jour.

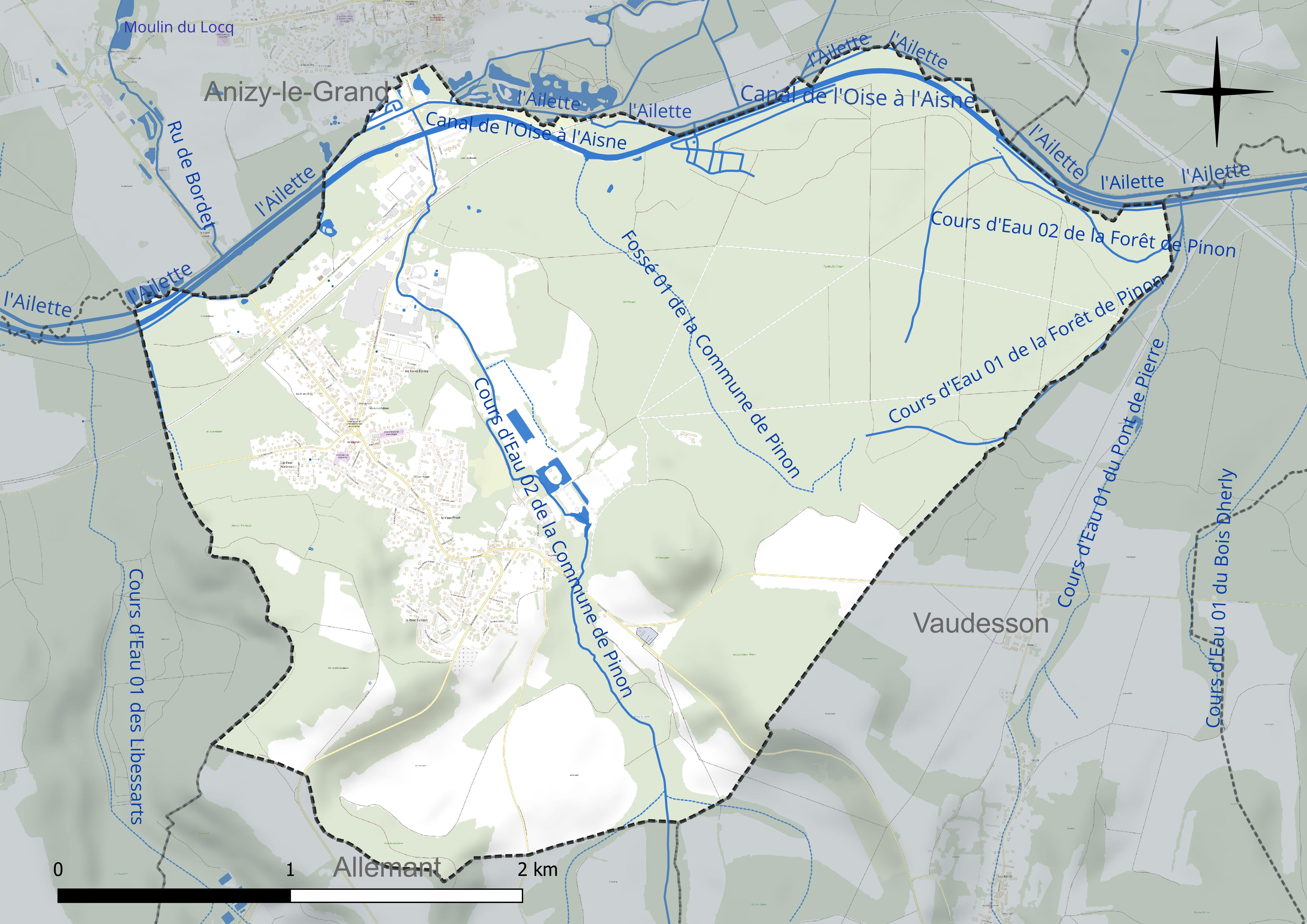
Réseau hydrographique de Pinon.

Un plan d'eau complète le réseau hydrographique : l'étang du Nénuphar (0,3 ha),.

### Climat
Pour des articles plus généraux, voir Climat des Hauts-de-France et Climat de l'Aisne.
En 2010, le climat de la commune est de type climat océanique dégradé des plaines du Centre et du Nord, selon une étude du CNRS s'appuyant sur une série de données couvrant la période 1971-2000. En 2020, Météo-France publie une typologie des climats de la France métropolitaine dans laquelle la commune est exposée à un climat océanique altéré et est dans la région climatique Nord-est du bassin Parisien, caractérisée par un ensoleillement médiocre, une pluviométrie moyenne régulièrement répartie au cours de l'année et un hiver froid (3 °C).
Pour la période 1971-2000, la température annuelle moyenne est de 10,3 °C, avec une amplitude thermique annuelle de 15,1 °C. Le cumul annuel moyen de précipitations est de 711 mm, avec 12,3 jours de précipitations en janvier et 8,6 jours en juillet. Pour la période 1991-2020, la température moyenne annuelle observée sur la station météorologique la plus proche, située sur la commune de Braine à 17 km à vol d'oiseau, est de 11,3 °C et le cumul annuel moyen de précipitations est de 662,7 mm,. Pour l'avenir, les paramètres climatiques de la commune estimés pour 2050 selon différents scénarios d'émission de gaz à effet de serre sont consultables sur un site dédié publié par Météo-France en novembre 2022.

## Urbanisme

### Typologie
Au 1er janvier 2024, Pinon est catégorisée bourg rural, selon la nouvelle grille communale de densité à 7 niveaux définie par l'Insee en 2022.
Elle appartient à l'unité urbaine de Pinon, une agglomération intra-départementale dont elle est une commune de la banlieue,. La commune est en outre hors attraction des villes,.

### Occupation des sols
L'occupation des sols de la commune, telle qu'elle ressort de la base de données européenne d'occupation biophysique des sols Corine Land Cover (CLC), est marquée par l'importance des forêts et milieux semi-naturels (68,4 % en 2018), une proportion identique à celle de 1990 (68,4 %). La répartition détaillée en 2018 est la suivante : 
forêts (68,4 %), zones urbanisées (13,5 %), terres arables (13,3 %), prairies (4,8 %).
L'évolution de l'occupation des sols de la commune et de ses infrastructures peut être observée sur les différentes représentations cartographiques du territoire : la carte de Cassini (XVIIIe siècle), la carte d'état-major (1820-1866) et les cartes ou photos aériennes de l'IGN pour la période actuelle (1950 à aujourd'hui).

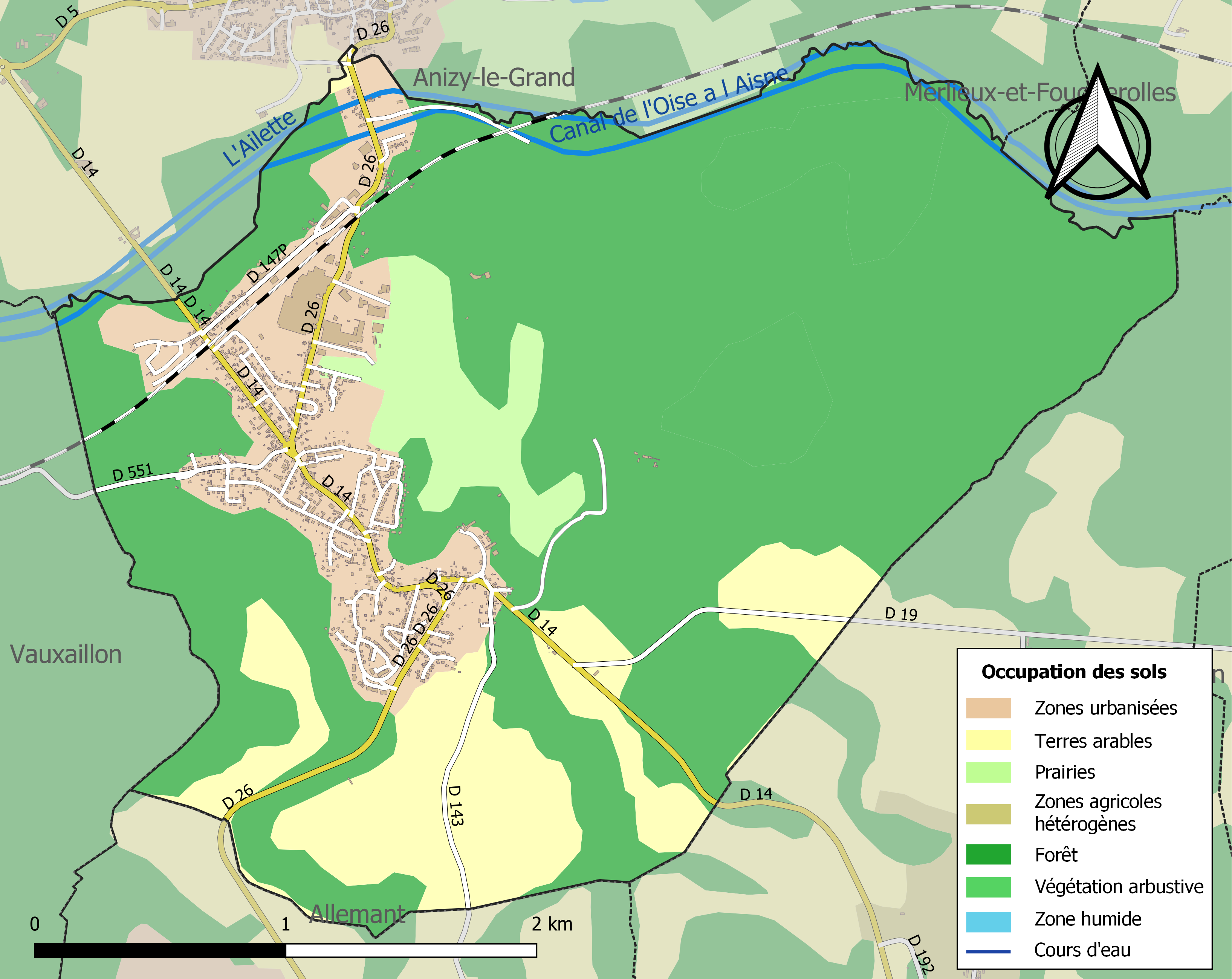
Carte de l'occupation des sols de la commune en 2018 (CLC).

## Toponymie
Le nom de la localité est attesté sous les formes Pinun, Pinum (1143) ; Pynum (1207) ; Pynon (1262) ; Pignon (1318) ; Pygnon (1404).
Dérivé de pin, diminutif de pin, « petite trompette d'écorce », « pignon ou noix de pin ».

## Histoire

### Moyen Âge
Au début du XIIe siècle, le domaine de Pinon appartenait aux moines de l'abbaye de Saint-Crépin-le Grand de Soissons. Enguerrand II de Coucy leur succède en 1130 et y fait élever un château fort entouré d'eau. Partant pour la Terre Sainte, il lègue la seigneurie à son plus jeune fils, Robert de Coucy, qui prend le titre de seigneur de Pinon. Il est par sa mère, Alix II de Dreux, le petit-fils de Rober Ier de Dreux et l'arrière-petit-fils du roi de France Louis VI.
Enguerrand VII de Coucy, avant de mourir lors d'une expédition contre les Turcs en 1397, transmet le domaine de Pinon à sa fille Marie, épouse de Robert de Bar, mort en Palestine. Elle vend la moitié du domaine au duc Louis Ier d'Orléans, frère cadet du roi Charles VI. Le duc d'Orléans, seigneur de Pinon, est assassiné à Paris en 1407 par les séides du duc de Bourgogne, Jean sans Peur : ce meurtre est à l'origine de la Guerre civile entre Armagnacs et Bourguignons.
En 1425, le domaine est vendu à la famille de Biche.

### Renaissance etXVIIesiècle
Le domaine est transmis à la famille de Lameth au XVIe siècle.

### XVIIIesiècleet périodes suivantes
Au XIXe siècle, le château de Pinon sera la résidence d'été d'un descendant du maréchal Moreau (1763-1813), marié à Eugénie Hulot d'Ozeray (1781-1821). Leur fille, Isabelle (1803-1877) épouse Ernest Dubois de Courval, vicomte d'Anizy (1795-1872) [fils d'Alexis de Courval, cité à la section Personnalités)]. Leur fils Arthur Dubois de Courval, vicomte d'Anizy (1826-1873), officier de cavalerie, épouse Mary Ray (+ 1902). De cette union est issue Madeleine Dubois de Courval (1870-1944) qui épouse le 24 juin 1889, François Joseph Eugène Napoléon de Noailles, 10e prince de Poix (1866-1900).
Propriété de la princesse de Poix, le château est lourdement endommagé par de violents bombardements en 1917 et 1918. Par succession, le domaine de Pinon est transmis à la famille de Bertrand de la Haye-Jousselin (1920-1995), époux de Laure de Noailles (1924-1979).

### Guerre 1914-1918
Pinon est occupée dès le mois de septembre 1914 par l'armée allemande qui organise la base arrière du front du Chemin des Dames. Le château de Pinon sert de quartier général au général von Klück, commandant de la première armée allemande, et il reçoit la visite du Kaiser Guillaume II et du Kronprinz.
Au cours de l'hiver 1917, les unités françaises contre-attaquent. Le 62e régiment d'infanterie se distingue par sa bravoure au feu. Puis, dans la forêt de Pinon, au cours des combats des 27 et 28 mai 1918, le 219e régiment d'infanterie et le 264e régiment d'infanterie, ce dernier étant composé d'une majorité de Bretons, opposent une résistance héroïque aux troupes allemandes qui attaquent par un renfort puissant d'artillerie et l'emploi de gaz ypérite.
Un épisode célèbre de ces combats est celui du détachement breton commandé par Louis Le Cam, futur curé de Brandérion (Morbihan), qui résista à l'ennemi dans la forêt de Pinon le 28 mai 1918 ; il signalait sa position grâce à un pigeon voyageur ; cité à l'ordre de l'armée, mais fait prisonnier par les Allemands, il parvint à s'évader.
Le château de Pinon, l'église et la mairie, ainsi que la majorité des maisons de la commune furent entièrement détruits, ce qui témoigne de l'intensité des combats.

#### Croix de guerre 1914-1918
Pinon reçoit la Croix de guerre 1914-1918 sur décision gouvernementale du 17 octobre 1920.

### Guerre 1939-1945

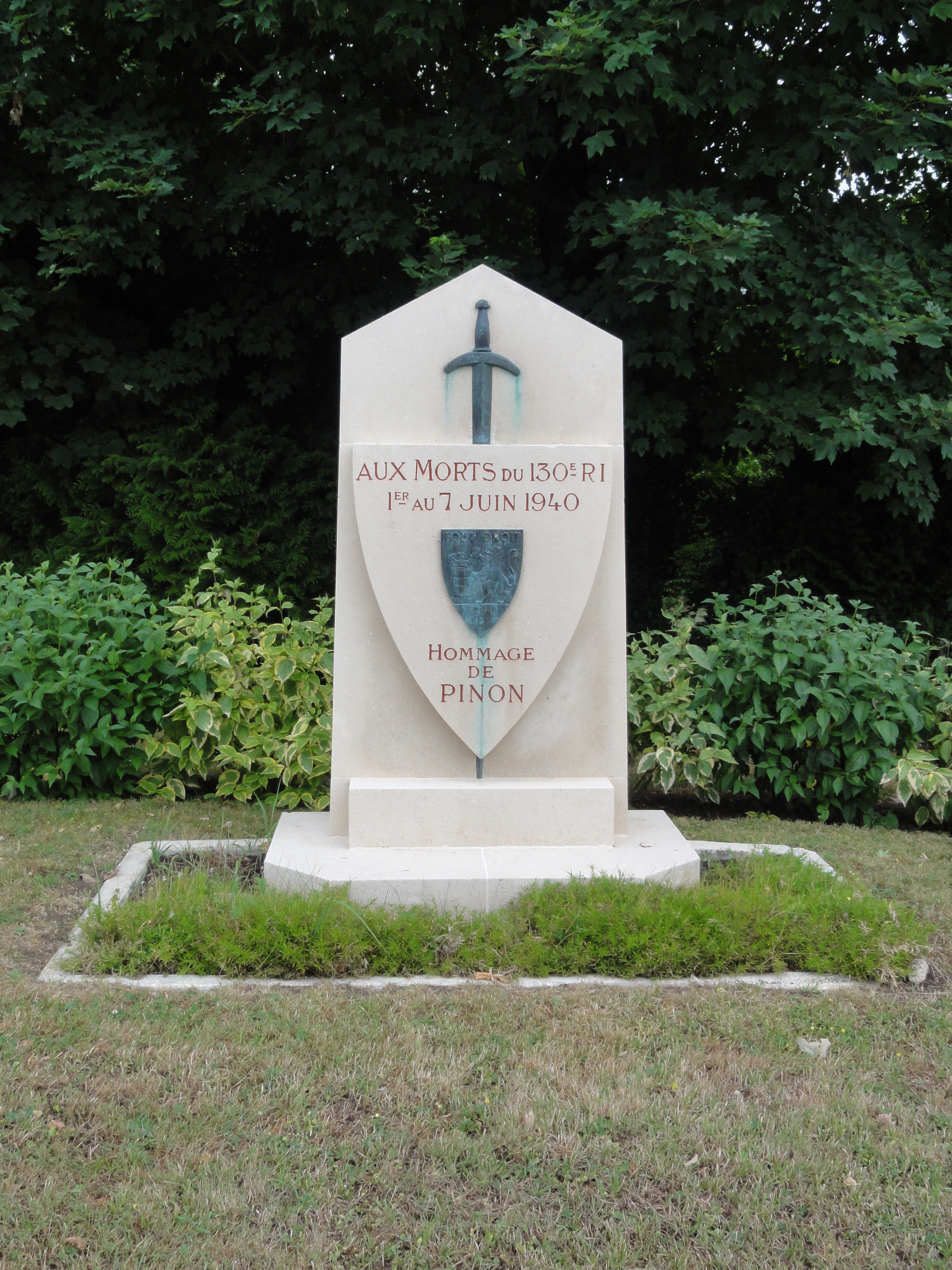
Mémorial du l30e R.I.

En 1940, la commune est un haut lieu de la bataille de l'Ailette. Le 7e Bataillon de chasseurs alpins s'y est illustré à la cote 154 dans son combat héroïque contre les forces allemandes. Il subit des pertes à 60 % de ses effectifs. Son chef de corps, le commandant Soutiras est abattu par l'ennemi.
Chaque année est célébrée une cérémonie du souvenir devant le monument du 7e BCA, en présence d'un détachement des troupes alpines venues de Savoie. Depuis 1970, Pinon est jumelé avec la commune savoyarde de Bourg-Saint-Maurice, en souvenir du 7e BCA qui était stationné dans cette ville jusqu'en 2012.

#### Croix de guerre 1939-1945
« La localité de Pinon a eu le pourcentage le plus élevé de destruction du département de l'Aisne. Déjà presque entièrement rasé au cours de la guerre 1914-1918, Pinon a été le théâtre de violents combats au cours de l'offensive allemande de mai 1940, au cours de la traversée de l'Ailette et du canal de l'Oise à l'Aisne. L'agglomération a été bombardée à de nombreuses reprises par l'aviation alliée en 1944. Sur 221 immeubles, 81 ont été complètement détruits. »
Cette citation comporte l'attribution de la Croix de guerre 1939-1945 avec étoile de bronze.

## Politique et administration

### Découpage territorial
La commune de Pinon est membre de la communauté de communes Picardie des Châteaux, un établissement public de coopération intercommunale (EPCI) à fiscalité propre créé le 1er janvier 2017 dont le siège est situé au 6-8 place Charles-de-Gaulle à Pinon. Ce dernier est par ailleurs membre d'autres groupements intercommunaux.
Sur le plan administratif, elle est rattachée à l'arrondissement de Laon, au département de l'Aisne et à la région Hauts-de-France. Sur le plan électoral, elle dépend du  canton de Laon-1 pour l'élection des conseillers départementaux, depuis le redécoupage cantonal de 2014 entré en vigueur en 2015, et de la première circonscription de l'Aisne  pour les élections législatives, depuis le dernier découpage électoral de 2010.

### Administration municipale
| Période                                  | Période                   | Identité                         | Étiquette | Qualité                                                     |
| ---------------------------------------- | ------------------------- | -------------------------------- | --------- | ----------------------------------------------------------- |
| Les données manquantes sont à compléter. |                           |                                  |           |                                                             |
| maire en 1867                            | ?                         | Vicomte Ernest Dubois de Courval |           | Conseiller général du canton d'Anizy-le-Château (1848-1871) |
|                                          | 1878                      | Ghillet                          |           |                                                             |
| mars 2001                                | mars 2008                 | Bernard Solau                    |           |                                                             |
| mars 2008                                | En cours (au 6 juin 2020) | Patrick Vitu                     | DVG       | Retraité de l'enseignement Réélu pour le mandat 2020-2026,  |

## Démographie
L'évolution du nombre d'habitants est connue à travers les recensements de la population effectués dans la commune depuis 1793. Pour les communes de moins de 10 000 habitants, une enquête de recensement portant sur toute la population est réalisée tous les cinq ans, les populations de référence des années intermédiaires étant quant à elles estimées par interpolation ou extrapolation. Pour la commune, le premier recensement exhaustif entrant dans le cadre du nouveau dispositif a été réalisé en 2005.

En 2022, la commune comptait 1 650 habitants, en évolution de −6,67 % par rapport à 2016 (Aisne : −1,97 %, France hors Mayotte : +2,11 %).
| 1793 | 1800 | 1806 | 1821 | 1831 | 1836 | 1841 | 1846 | 1851 |
| ---- | ---- | ---- | ---- | ---- | ---- | ---- | ---- | ---- |
| 500  | 565  | 576  | 642  | 671  | 686  | 717  | 702  | 670  |

| 1856 | 1861 | 1866 | 1872 | 1876 | 1881 | 1886 | 1891 | 1896 |
| ---- | ---- | ---- | ---- | ---- | ---- | ---- | ---- | ---- |
| 640  | 635  | 670  | 634  | 667  | 656  | 624  | 601  | 599  |

| 1901 | 1906 | 1911 | 1921 | 1926 | 1931 | 1936 | 1946 | 1954 |
| ---- | ---- | ---- | ---- | ---- | ---- | ---- | ---- | ---- |
| 546  | 523  | 524  | 610  | 713  | 585  | 685  | 627  | 940  |

| 1962  | 1968  | 1975  | 1982  | 1990  | 1999  | 2005  | 2006  | 2010  |
| ----- | ----- | ----- | ----- | ----- | ----- | ----- | ----- | ----- |
| 1 636 | 1 807 | 1 916 | 1 941 | 1 773 | 1 711 | 1 745 | 1 742 | 1 811 |

| 2015  | 2020  | 2022  | - | - | - | - | - | - |
| ----- | ----- | ----- | - | - | - | - | - | - |
| 1 767 | 1 668 | 1 650 | - | - | - | - | - | - |

## Économie

### Industrie
La commune de Pinon a connu un essor industriel au XXe siècle dans le domaine de la métallurgie de l'aluminium. Au XXIe siècle, l'agglomération a été touchée par la crise, comme l'ensemble du département de l'Aisne. Il subsistait de nombreuses entreprises industrielles. La majorité ont aujourd'hui disparu mais quelques-unes ont réussi à continuer à exister.
- SAS Rinaldi Structural : menuiserie métallique.
- La société Duperrier Industrie a été créée en 1963 en tant que garage automobile puis est devenue une société de mécanique générale et mécanique de précision en 1970.
- La société SDP est une société spécialisée dans la formulation, la fabrication et la distribution de produits destinés à l'agriculture.

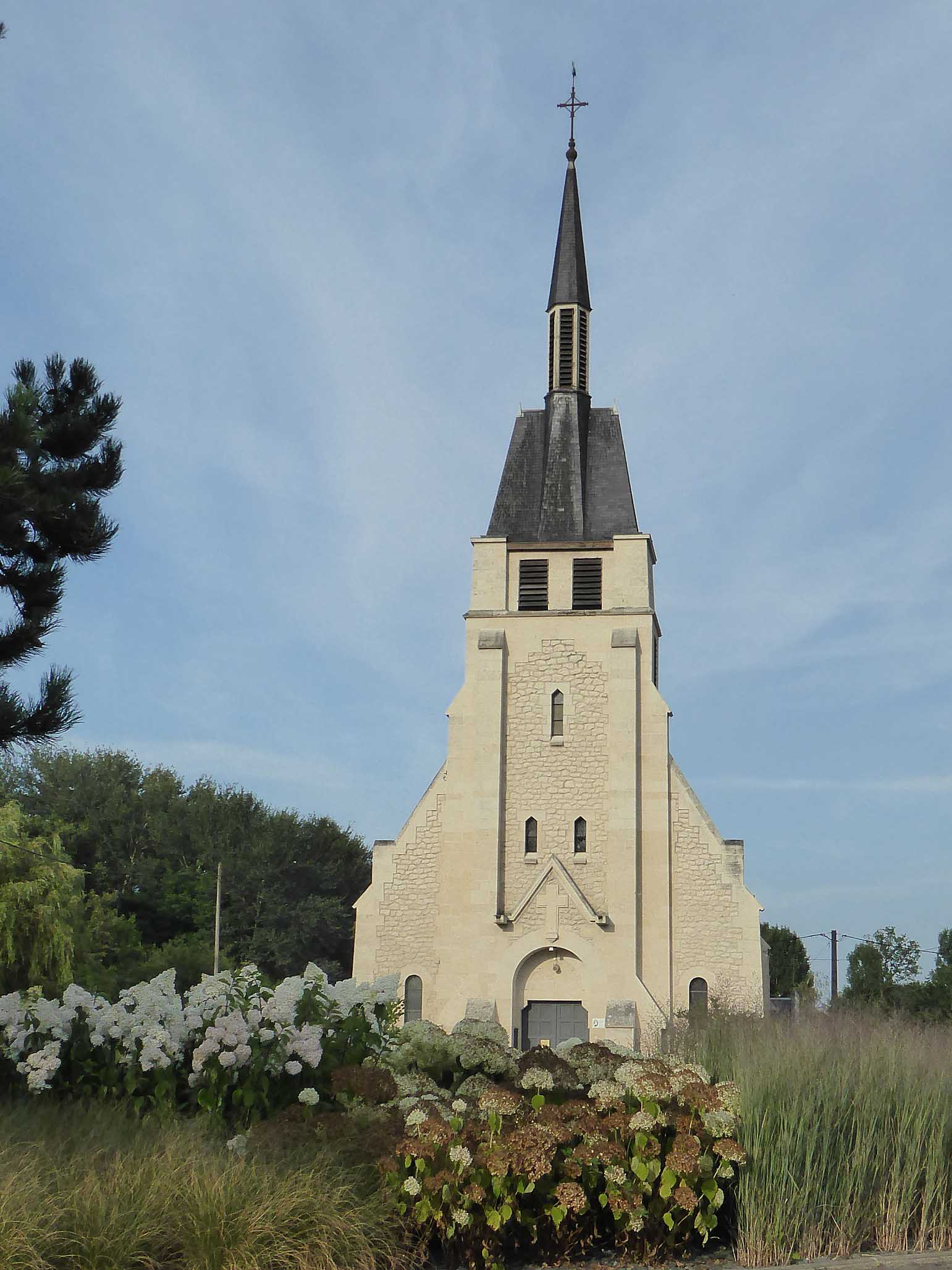
Église Saint-Martin de Pinon

Forest automobiles: construction automobile. Depuis Juin 2022, Forest automobiles construit une automobile inspirée de là Méhari et utilisant des composants Peugeot (moteur TU, boîte de vitesses Peugeot).

### Commerces
- Des supermarchés (Carrefour Market et Aldi)
- Une boulangerie pâtisserie
- Des salons de coiffure / esthétique / UV
- Une entreprise de pompes funèbres
- Une pépinière
- Des fleuristes
- Un kebab
- Des bars tabac brasserie

## Santé
- Un cabinet d'infirmiers libéraux
- Une pharmacie

## Culture locale et patrimoine

### Lieux et monuments
- Le château de Pinon. Un château fort a été construit à Pinon au Moyen Âge, vers 1130, pour le sire de Coucy, Enguerrand II de Coucy, (1110-1147), mort à la Deuxième croisade. Démantelé au XVIIe siècle, il est remplacé par un vaste château classique entouré de douves, édifié sur les plans de l'architecte du roi Louis XIV, Jules Hardouin-Mansart, pour la famille Dubois de Courval, qui achète la seigneurie de Pinon en 1719. Cet édifice est bâti tout en pierre sur un terre-plein entouré d'eau, La façade d'arrivée était pourvue de deux ailes en retour. La façade postérieure, rectiligne, dominait un parterre à la française, prolongé par un miroir d'eau. L'ensemble était cerné par un vaste parc dessiné à l'anglaise, avec pièce d'eau, jeux d'eau, avenues... Les combats de la Première Guerre mondiale laissent le château et son parc à l'état de ruines. À la fin des années 1920, la princesse de Poix, née Dubois de Courval, le fait remplacer par un vaste édifice bâti sur un plan incurvé, au style cubiste et fonctionnel proche de celui de la Villa Noailles, que son fils, Charles de Noailles, fait construire à Hyères de 1923 à 1925.
- L'église Saint-Martin de Pinon, une belle église gothique, édifiée en 1114 par le 14e abbé de l'abbaye de Saint-Crépin-le-Grand. Entièrement ruinée par la guerre 1914-1918, elle est reconstruite en 1927 et restaurée après les destructions de la guerre 1939-1945.
- Monument aux 7e et 47e bataillons de chasseurs alpins.
- Monument aux morts du 130e régiment d'infanterie.

### Personnalités liées à la commune
- Alexis Dubois de Courval, vicomte d'Anizy, dit Courval-Dubois (1774-1822), député de 1815 à 1819, conseiller général de l'Aisne, né au château de Pinon.
- Ernest Dubois de Courval, vicomte d'Anizy (fils d'Alexis) (1795-1872), archéologue et sylviculteur, né au château de Pinon. Il est l'auteur de trois ouvrages :
  - Taille et conduite des arbres forestiers de grandes dimensions. Exposé comparatif en deux tableaux, 1859 ;
  - Les conifères indigènes et exotiques, en collaboration avec Charles de Kirwan, 1868 ;
  - L'Album du Paysagiste pour l'arrangement des parcs et des jardins, 25 planches contenant 300 croquis, publié posthume en 1875 par la vicomtesse de Courval aux éditions J. Rothschild.
- Victor Petit (1817-1871), membre de plusieurs sociétés archéologiques, auteur d'Une matinée au château de Pinon, Ed. Fleury, rue Serurier, 26, à Laon, 1856, in 8°, 3 planches [lire en ligne].
- François Flameng, peintre officiel des armées, dont les nombreux croquis et dessins des combats qui eurent lieu ici pendant la Grande Guerre, parurent dans la revue L'Illustration.
- André Druelle, écrivain, né à Pinon en 1895.

### Héraldique
| Blason de Pinon | Blason  | Écartelé : aux 1er et 4e de gueules à la pomme de pin d'argent, aux 2e et 3e de sinople au créquier de cinq branches d'or ; sur le tout, fascé de vair et de gueules et au franc-canton d'argent plain. Ornements extérieursCroix de guerre 1914-1918 et Croix de guerre 1939-1945 Devise / CriMontis vires vallisque lenitas (Force de la montagne, douceur de la vallée) |
| Blason de Pinon | Détails | Blason officiel. |